# Sissy Schwarz
Elisabeth "Sissy" Schwarz, född 19 maj 1936 i Wien, är en österrikisk före detta konståkare.
Schwarz blev olympisk guldmedaljör i konståkning vid vinterspelen 1956 i Cortina d'Ampezzo.